# Mopar
Mopar (скорочення від англ. motor parts) — підрозділ компанії Chrysler Group LLC з виробництва автозапчастин та обслуговування автомобілів концерну Chrysler (Chrysler, Jeep, Dodge, Ram, Fiat і Street and Racing Technology).

## Історія
В кінці 1920-х років компанія Chrysler Group включала в себе чотири автомобільних бренди: Chrysler, Plymouth, DeSoto і Dodge . Для скорочення витрат на виробництво уніфікованих вузлів і деталей для різних марок автомобілів в 1929 році підрозділ з їх виробництва було виділено в окремий бренд під абревіатурою «Mopar».
З 1950-х років Mopar займається проектуванням і будівництвом гоночних автомобілів, у тому числі для гоночної серії NASCAR, а також займається тюнінгом стандартних двигунів Chrysler.